# هنری هفتم
هِنری هفتم (به انگلیسی: Henry VII of England) (زادهٔ ۲۸ ژانویه ۱۴۵۷ در دایفد، ولز – درگذشتهٔ ۲۱ آوریل ۱۵۰۹ در انگلستان) که تا پیش از نشستن بر تخت پادشاهی هِنری تودور (به انگلیسی: Henry Tudor) نام داشت، پادشاه انگلستان و فرمانروای ایرلند (لرد ایرلند) بین سال‌های ۱۴۸۵ تا ۱۵۰۹ بود. او نخستین فرمانروای دودمان تودور در انگلستان به حساب می‌آید. هِنری هفتم با شکست دادن و قتل ریچارد سوم در نبرد بازورث فیلد — ضمن پایان دادن به جنگ رزها — خود و خاندانش را به قدرت رساند. بدین ترتیب او آخرین پادشاه انگلستان نام گرفت که با پیروزی در میدان نبرد به سلطنت رسیده است.
پس از پایان جنگ داخلی، هِنری هفتم با موفقیت ثبات و آرامش را به کشورش بازگرداند. دوره سلطنت هِنری هفتم با نوآوری‌های اقتصادی، اداری و دیپلماتیک همراه بود. حمایت او از صنعت پشم‌ریسی انگلستان و تجارت خارجی موجب شکوفایی پایدار اقتصادی این کشور شد. گفته می‌شود که با اجتناب زندگی مصرفانه، به دنبال ایجاد منابع درآمدی جدید برای کشورش بود. با وجود این که پس از مرگ او رد پاهای گسترده‌ای از فساد در این بخش کشف شد، نظام مالیاتی سازمان یافته از این فعالیت‌های جدید، به توان مالی دولت ثبات بخشید. هنری هفتم پس از ۲۴ سال حکومت در ۵۲ سالگی درگذشت و پسرش با عنوان هنری هشتم جانشین او شد.

## زندگی
هنری هفتم در ۲۸ ژانویه ۱۴۵۷ در قلعهٔ پمبروک واقع در پمبروک، پمبروکشر ولز زاده شد. او نوهٔ اوون تودور و کاترین والوا، بیوهٔ هنری پنجم بود. مادر هِنری، لیدی مارگارت بوفرت از نوادگان جان گونت، بنیان‌گذار دودمان لنکستر و فرزند ادوارد سوم بود. پدر او، ادموند تودور، نخستین ارل ریچمند برادر ناتنی هنری ششم، سه ماه پیش از تولد «هِنری» درگذشته بود. هِنری از خاندان تودور بود و تا پیش از رسیدن به سلطنت انگلستان، «هِنری تودور» نام داشت. او در ۱۴۸۵ موفق به شکست و کشتن ریچارد سوم، پادشاه وقت انگلستان در نبرد بازورث فیلد از سری جنگ رزها شد و خود با عنوان هِنری هفتم به جای او بر تخت پادشاهی نشست. ریچارد سوم، از دودمان یورک بود و هِنری، دودمان تودور را بنیان نهاد و خود نخستین پادشاه آن شد. او با الیزابت یورک ازدواج کرد و پیمان صلحی را با فرانسه منعقد ساخت. هِنری هفتم تا زمان مرگش در ۲۱ آوریل ۱۵۰۹ پادشاه انگلستان بود و پس از او، پسرش هِنری هشتم بر تخت شاهی این کشور نشست.

## نگارخانه

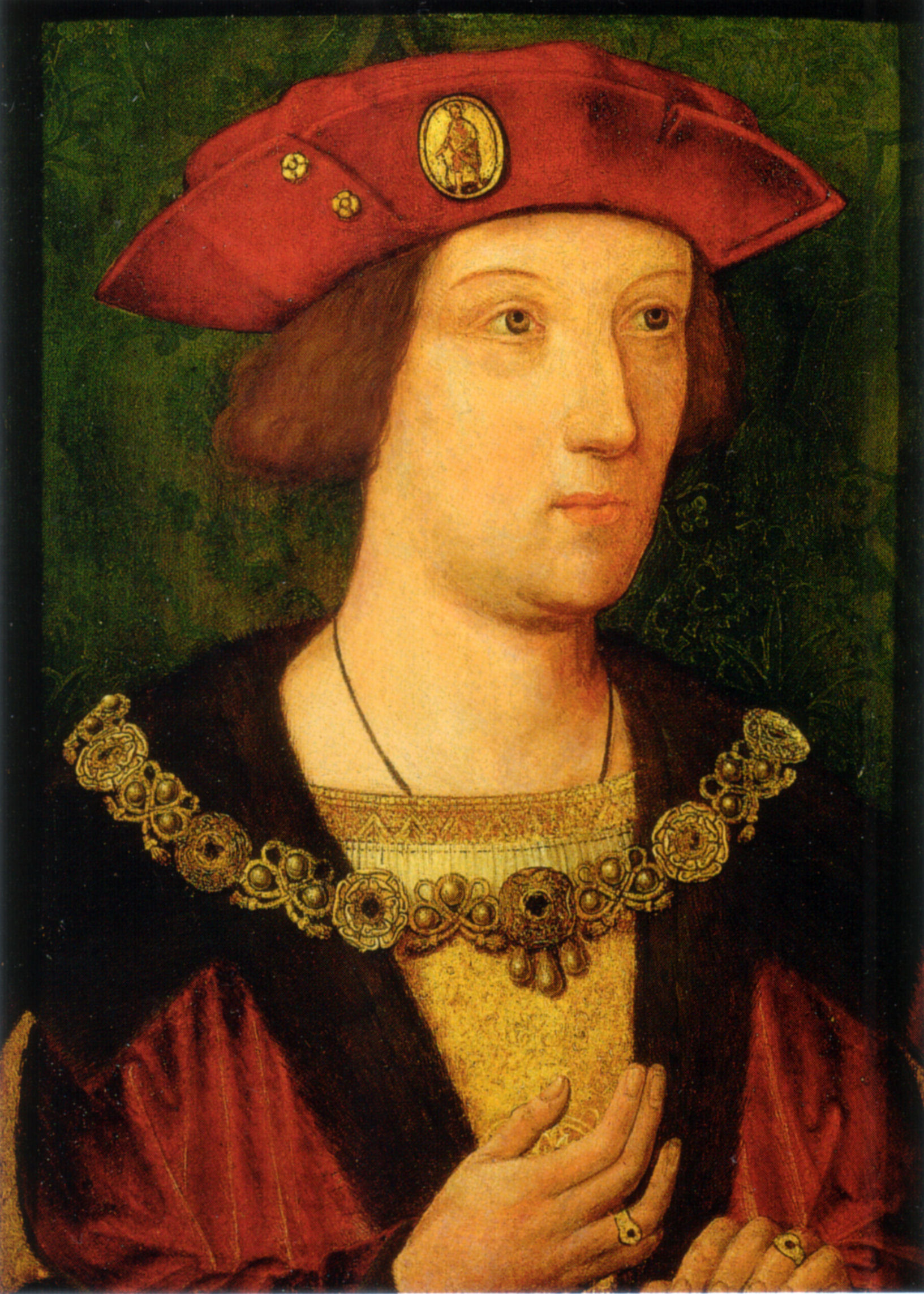
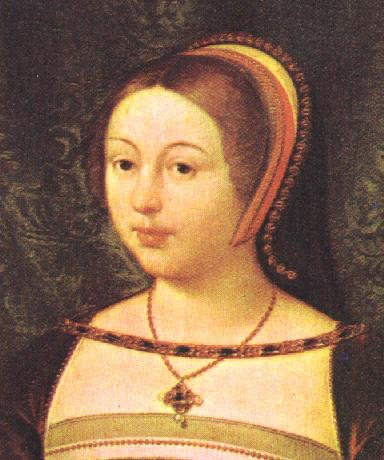
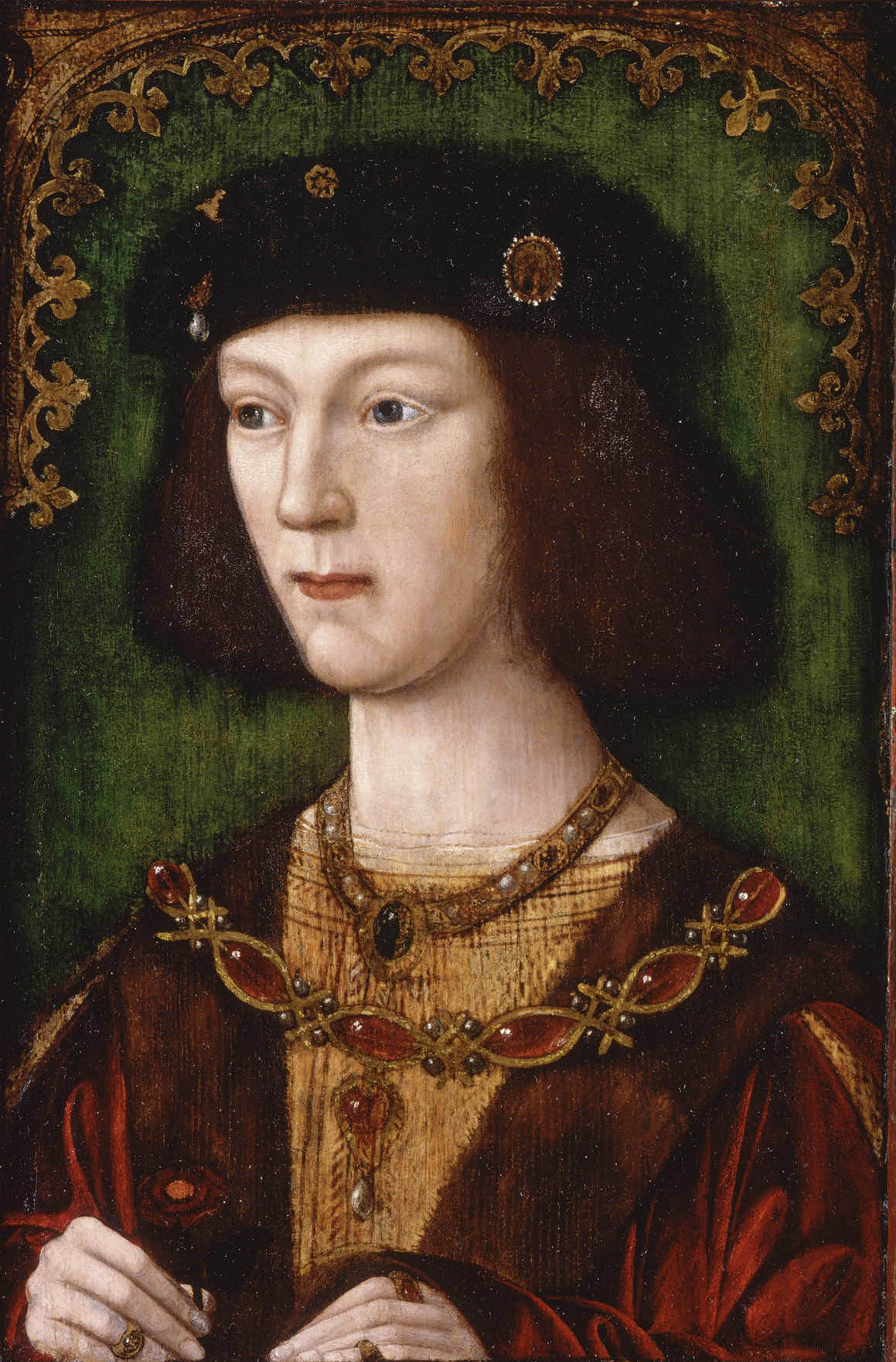
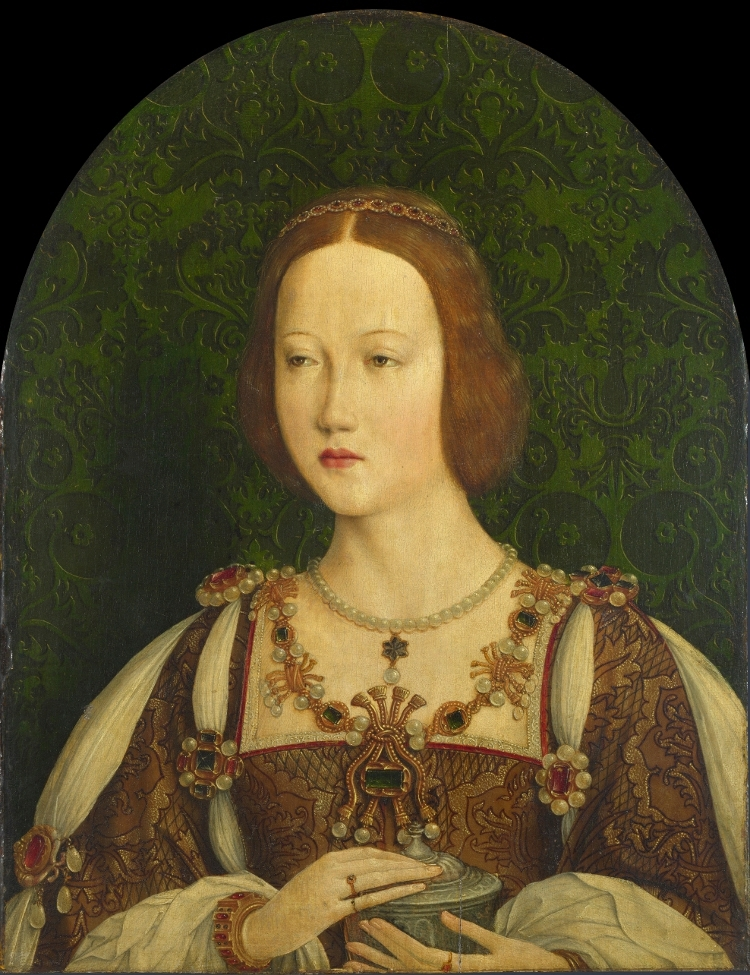